# Jarhaphetus argutus
Jarhaphetus argutus är en insektsart som beskrevs av Bliven 1956. Jarhaphetus argutus ingår i släktet Jarhaphetus och familjen Largidae. Inga underarter finns listade i Catalogue of Life.